# Sacoglottis gabonensis
Sacoglottis gabonensis är en tvåhjärtbladig växtart som först beskrevs av Henri Ernest Baillon, och fick sitt nu gällande namn av Ignatz Urban. Sacoglottis gabonensis ingår i släktet Sacoglottis och familjen Humiriaceae. Inga underarter finns listade i Catalogue of Life.